# Rio Baldal
O Rio Baldal é um rio da Romênia afluente do rio Desnăţui, localizado no distrito de Dolj.